# Geografia d'Etiòpia

Etiòpia és un estat africà situat en l'anomenada Banya d'Àfrica. Té una extensió d'1.127.127 km². No té eixida a la mar des de la secessió d'Eritrea el 1993.

## Límits i fronteres
Limita al nord i nord-est amb Eritrea, a l'est amb Djibouti i Somàlia, al sud amb Kenya i a l'oest i sud-oest amb Sudan. Té 5.328 quilòmetres de fronteres terrestres:
- 349 km amb Djibouti
- 912 km amb Eritrea
- 861 km amb Kenya
- 1.603 km amb Somàlia
- 1.606 km amb Sudan

## Relleu

Topografia d'Etiòpia

El tret fonamental del territori és l'alt massís Etíop que forma un altiplà central amb altures que oscil·len entre els 1.800 i els 3.000 metres sobre el nivell de la mar; plujós en general i amb terres fèrtils a mitjana alçada, on es cultiva café, i altres productes típics de zones de clima mediterrani o subtropical. L'altiplà baixa cap a Sudan i Somàlia. L'altiplà que toca Somàlia és de pluja irregular i hi domina el pasturatge.
La fossa central, part de la Gran Vall del Rift, és una de les més àrides de la Terra i pràcticament no rep pluja mai.
La màxima altura del país la constitueix la muntanya Ras Dashan, amb 4.533 msnm, ubicada a les muntanyes Simien. Mentre que el punt més baix se'n troba en el desert de Danakil, en la depressió d'Àfar, al nord-est de l'estat, amb -125 metres.

En quasi tots els costats de l'altiplà central del massís etíop, les muntanyes baixen bruscament cap a les planes, i formen serralades que marquen una clara divisió geogràfica, tret del nord-oest. A Eritrea, la paret oriental de l'altiplà discorre paral·lelament a la mar Roja des de Ras Kasar fins al Golf de Zula. En entrar a Etiòpia, la paret de l'altiplà baixa en línia recta cap al sud al llarg de 600 km entre els 15ºN i els 9ºN, i s'hi produeix un enfonsament per la falla del Rift, per on aflora el riu Awash, que flueix cap a l'est. A l'altre costat de la vall, que discorre a 1.000 m per davall de l'altiplà, hi ha una altra serralada que continua cap al sud, i de la qual sorgeix una segona cadena cap a l'est, les muntanyes Ahmar, que arriben fins al Golf d'Aden.
Les dues serralades que envolten el Rift continuen paral·leles cap al sud-oest, i formen una àmplia vall volcànica, la fossa central, en què hi ha una sèrie de llacs: Chamo, Abaya, Shala, Langano, Abijatta, Ziway, Koka i Basaka (on naix l'Awash), que formen part dels llacs de la Gran Vall del Rift.
L'escarpa sud de l'altiplà és molt irregular, però segueix una direcció nord-oest i sud-est, i arriba per l'oest fins al llac Turkana i pel sud fins a la zona OmoSud. Al sud-est es troben les muntanyes Beli, amb el Parc Nacional de la Muntanya Beli, on naixen els rius Shabele i Juba, que es dirigeixen a Somàlia. En aquestes muntanyes, separades de la major part de les terres altes d'Etiòpia per la Gran Falla del Rift, destaquen els cims de Tullu Demtu (4.377 m), Batu (4.307 m), Chilalo (4.036 m) i la muntanya Kaka (3.820 m).

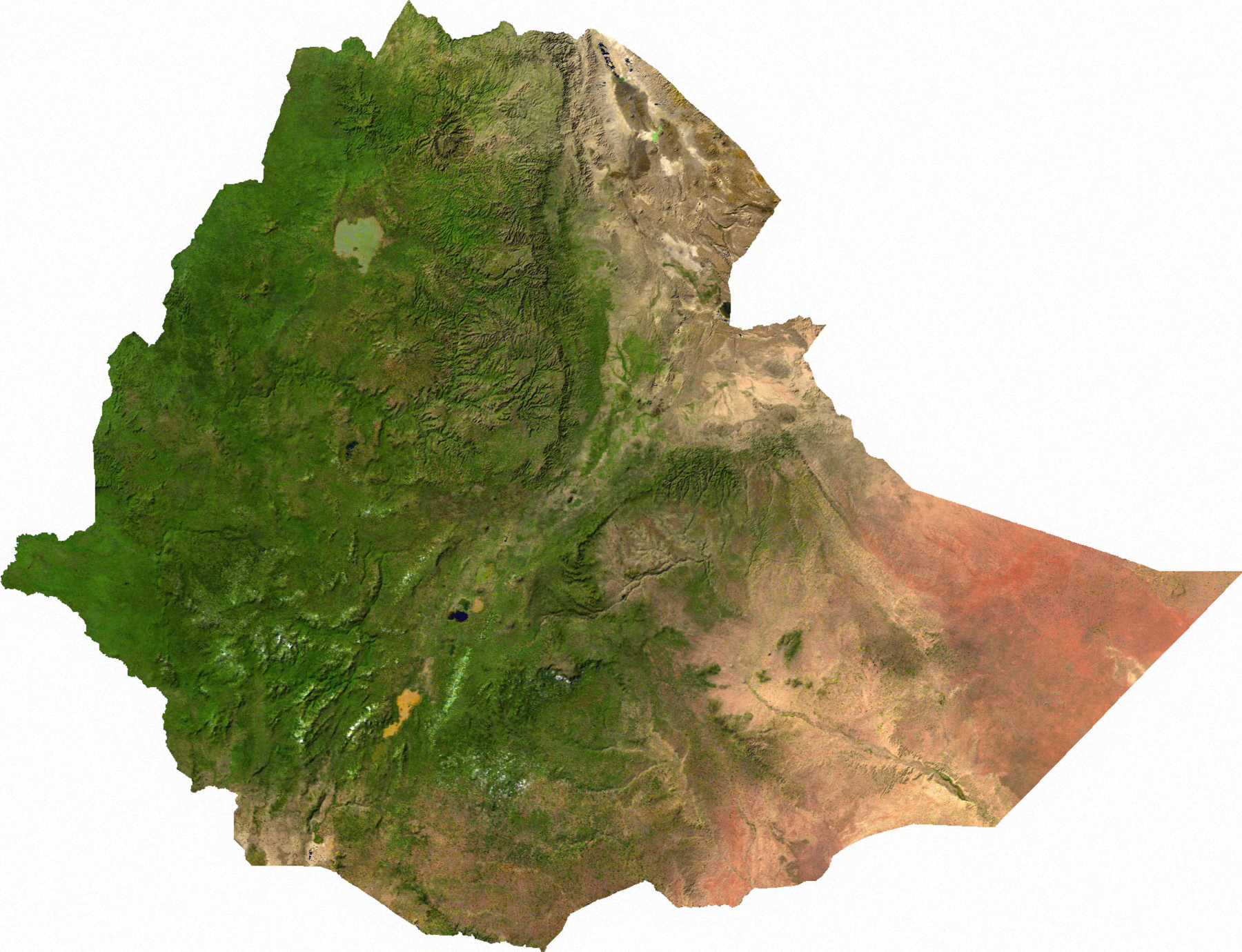
Imatge de satèl·lit d'Etiòpia

La part occidental de l'altiplà cau de manera brusca entre les latituds 6ºN i 11ºN. Al nord, les muntanyes baixen suaument cap a la Sabana Sudanesa Oriental. La part est de l'altiplà és la millor definida, amb altures que descendeixen des dels 2. 200 m i fins als 2.400 m sobre la plana àrida, amb bruscos desnivells de 1.000 a 1.500 metres, tallats per estrets congosts per on baixen els torrents que desapareixen en les terres arenoses d'Eritrea.
L'aspecte físic de les terres altes és impressionant. La part nord, entre 10ºN i 15ºN, és una massa de roques arcaiques amb altures de 2.000 a 2.200 m en la depressió central de les quals hi ha el llac Tana. Damunt aquest altiplà s'alcen serres que arriben a altituds de 3.700 m a 4.500 m i formes poc corrents.
En aquest altiplà són característiques les enormes fissures que el divideixen, formades per l'erosió de l'aigua, en alguns casos amples, en uns altres, de 200 o 300 m d'amplària i centenars de metres de l'alçada, que provoca en molts casos la formació de turons aïllats de parets verticals.
Els cims més alts a la part nord es troben a les muntanyes Simien, al nord-est del llac Tana, que culminen al pic de Ras Dashen, de 4.550 m. A l'est i al nord d'aquest es troben cims com ara la muntanya Bwahit, de 4.437 m, Ancua (4.462 m) i Kidis Yared (4.453 m). A l'extrem nord d'Etiòpia, a l'àrea de Tigre, congosts profunds separen massissos muntanyencs com ara el de Gheralta, de gres, als cims plans del qual s'han excavat una trentena d'esglésies, tot i que no són tan conegudes com les de Lalibela, a l'est del llac Tana.
Seguint el penya-segat oriental es troben les altures de Biala (3.810 m), l'Abuna Yosef (4.260 m) i Amba Farit (4.270 m). Entre el llac Tana i les altures de l'est hi la muntanya Guna (4.120 m) i la Uara Sahia (3.960 m). Al sud del llac Tana, la muntanya Choqa o Birhan arriba als 4.100 m d'altitud.
Per sota del paral·lel 10ºN, les terres altes es mostren més com un altiplà obert amb menys cims. Tot i que hi ha altures de 3.000 i prop dels 4.000 m, la major part del territori no supera els 2.400 m, però el caràcter general n'és com en el nord, d'un altiplà ondulat fracturat per congosts.
A l'est de les terres altes hi ha una àrea de terres baixes desèrtica que constitueix l'ecoregió de prats i matolls xeròfils d'Etiòpia.

## Hidrografia

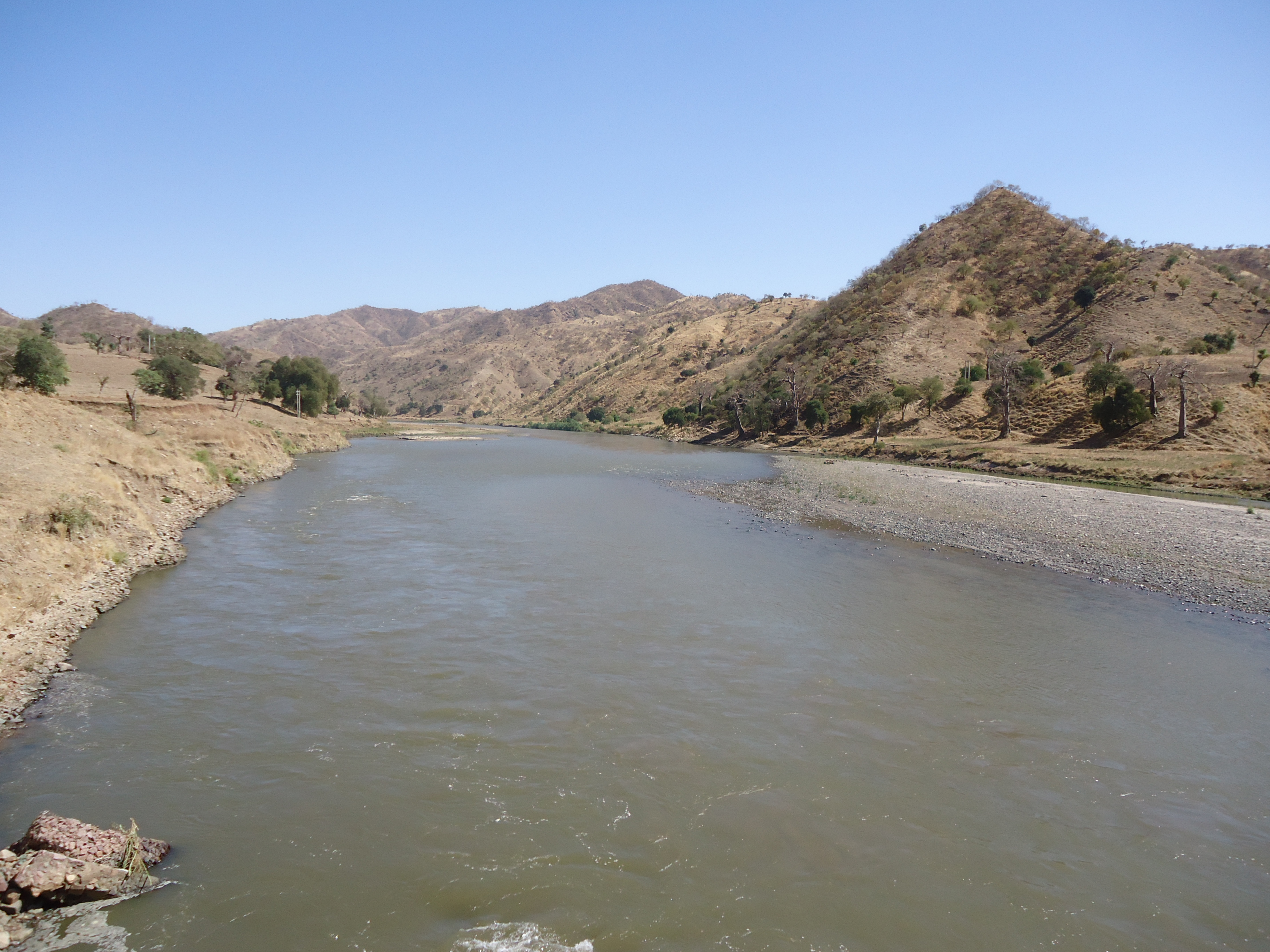
Riu Tekezé, a la regió de Tigre, a Etiòpia

Nil Blau

La hidrografia està clarament marcada pel pas del Nil Blau, en què conflueixen uns altres de l'altiplà, així com pel monsó. A més a més, hi ha aqüífers a la zona alta de l'altiplà, a diferència de la zona baixa, més àrida.
Les pluges que irriguen les zones d'altures mitjanes i altes, corresponents a la zona d'influència de l'Altiplà d'Etiòpia, han permés el creixement d'una agricultura mitjanament generosa i variada, amb condicions climàtiques òptimes per al conreu de café.

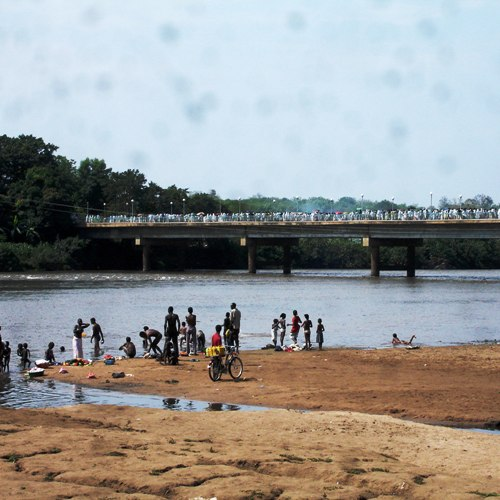
Riu Baro a Gambela, a Etiòpia

La major part de les terres altes d'Etiòpia s'inclinen cap al nord-oest. El 85% de l'aigua dolça del país flueix cap al Nil. Quatre cinquenes parts del drenatge ho realitzen tres rius, el riu Tekezé al nord, l'Abay o Nil Blau al centre i el Sobat al sud. La resta de l'aigua, la drena el riu Awash, el més gran d'Etiòpia, que drena cap a l'est i desaigua alllac Abbe, a la frontera amb Djibouti; el Shabele i el Juba, que discorren cap al sud-est i travessen Somàlia, on s'ajunten abans de desembocar a l'oceà Índic; i el riu Omo, que discorre cap al sud i desemboca al llac Turkana, a prop de la frontera amb Kenya.
El riu Tekezé és l'afluent principal de l'Atbara; naix a l'altiplà central, baixa de 2.100 m a 750 m, mentre discorre cap al nord-oest per un imposant gorg on s'ha construït l'embassament de Tekezé. Després forma frontera entre Eritrea i Etiòpia i s'endinsa a Sudan. El riu més septentrional que desemboca al Nil és el Mareb, sec la major part de l'any, que forma un altre tram de la frontera amb Eritrea i s'endinsa a Sudan per l'estat de Kassala.
L'Abay, o Nil Blau, naix al llac Tana, però un dels rius que hi desemboquen també es considera l'Abay, l'anomenat Abay Menor (curs alt del Nil Blau), que naix a prop de Gish Abay, considerada molt de temps la font sagrada del Nil, descoberta per l'explorador Pedro Páez el 1618, al sud-oest del llac Tana: recorre uns 110 km abans de desembocar al llac, molt a prop d'on el llac (2.800 km² i una profunditat de fins a 75 m) desguassa pel sud en el que ja es diu Nil Blau, però també Abay, i fa una curiosa trajectòria: primer sud-est, després sud, oest i finalment nord-oest fins a Jartún, i hi forma un arc complet.
L'Abay o Nil Blau té molts afluents: el Bashilo, amb un imponent congost; el Jamma, el Muger, el Didessa, el més llarg; el Debus, el Beles, el Rahad i el Dinder.
El Sobat té el Baro i Pibor d'afluents, que en unir-se prenen el nom de Sobat, i els rius Gilo i Akobo, que desaigüen en el Pibor.

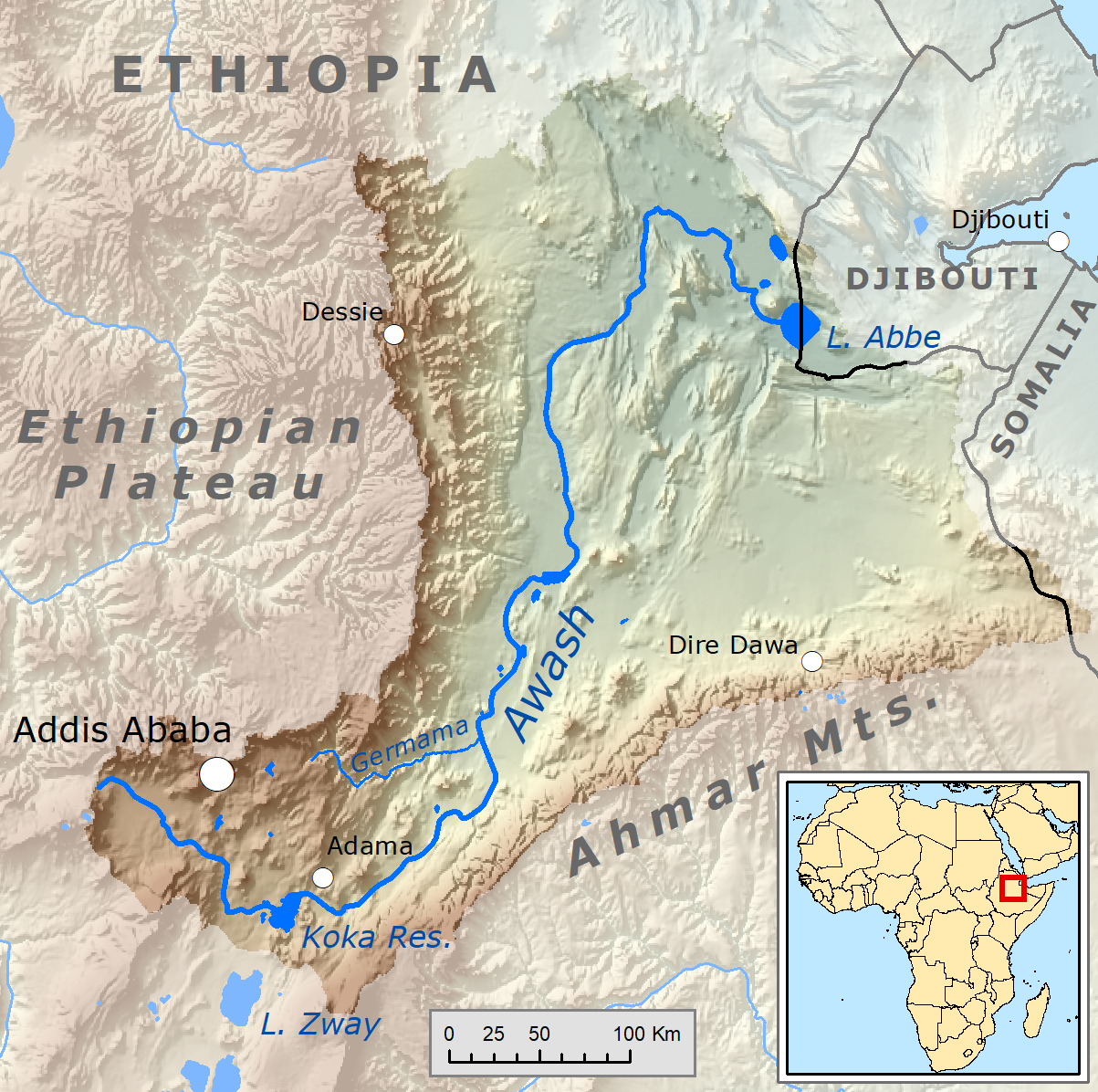
Riu Awash, a Etiòpia

El riu més important d'Etiòpia és l'Awash (o Awasi), que naix en les terres altes de Shewan i fa un viatge mig circular primer, curt, cap al sud-est, forma l'embassament de Koka i rep l'aigua del llac Basaka, al Rift, i després segueix cap al nord-est. Arriba a la Depressió d'Àfar per una bretxa a l'est de l'altiplà, després de la qual rep el seu principal afluent, el Germama, i es dirigeix en línia recta cap al Golf de Tadjoura. En aquest moment, l'Awash és un corrent de gairebé 60 m d'amplària i 1,2 m de fondària, que ascendeix fins als 15 m o 20 m en època de pluges i inunda molts quilòmetres de la planícia que l'envolta. Després de 800 km arriba al llac endorreic d'Abbe, a la frontera amb Djibouti, a uns 100 km del Golf de Tadjoura. En aquesta depressió lacustre per sota del nivell de la mar, plena de llacs tan salats que estan envoltats d'incrustacions salines, el riu desapareix.
Una altra extensió lacustre s'estén des de les alçades de Shoan, al sud d'Addis Abeba, en direcció sud-oest fins a la Depressió de Samburu, en què hi ha el llac Turkana, a la falla del Rift en sentit invers als de l'Awash. Alguns llacs tenen aigua fresca, altres aigua salobre, alguns estan tancats, altres connectats per canals. De nord a sud hi destaquen els llacs Ziway, Abijatta i Shala, que formen part del Parc Nacional d'Abidjatta-Shalla, Langano, a l'est dels anteriors, Awasa, Abaya, Chamo i a la frontera amb Kenya, el Chew Bahir, tot tancat i a sols 550 m d'altitud.
El llac Turkana, l'extrem nord del qual entra a Etiòpia, rep les aigües de l'Omo, que naix a les terres altes de Shoan, i té molts afluents. Naix a 2.500 m d'altitud; recorre 600 km i desemboca a 500 m al llac. Els rius Shabele i Juba, que naixen a les muntanyes Bali, del massís etíop, tenen la major part del recorregut a Somàlia.

### Projectes hidroelèctrics i embassaments

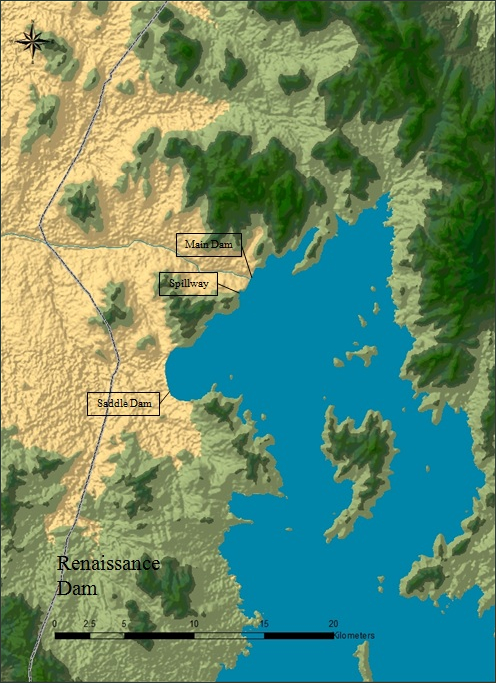
Projecte de la Presa del Renaixement a Etiòpia

Etiòpia és coneguda com el castell d'aigua d'Àfrica, pel fet que l'aigua que cau al massís etíop és compartida per més estats. Els seus recursos s'exploten àmpliament en embassaments, preses hidroelèctriques i regadiu. Moltes de les preses s'empren per a produir energia elèctrica i alhora per a regadiu, per a controlar les crescudes i per a aigua potable. En qualsevol cas, l'energia hidroelèctrica n'és la més important.
Hi ha almenys mitja dotzena de preses hidroelèctriques en funcionament, amb potències que no superen els 100 MW, però les realment importants són les que estan en construcció, com ara la presa del Renaixement al Nil Blau, que quan s'inaugure produirà 6.000 MW i crearà un embassament de 1.874 km², per la qual cosa han sorgit problemes amb Egipte en cas de retenir una aigua amb la qual compta aquest estat. La constructora n'és Salini Impregilo, que té un altre gran projecte a Etiòpia amb l'embassament de Koysha (119 km² i 2.160 MW), al riu Omo.

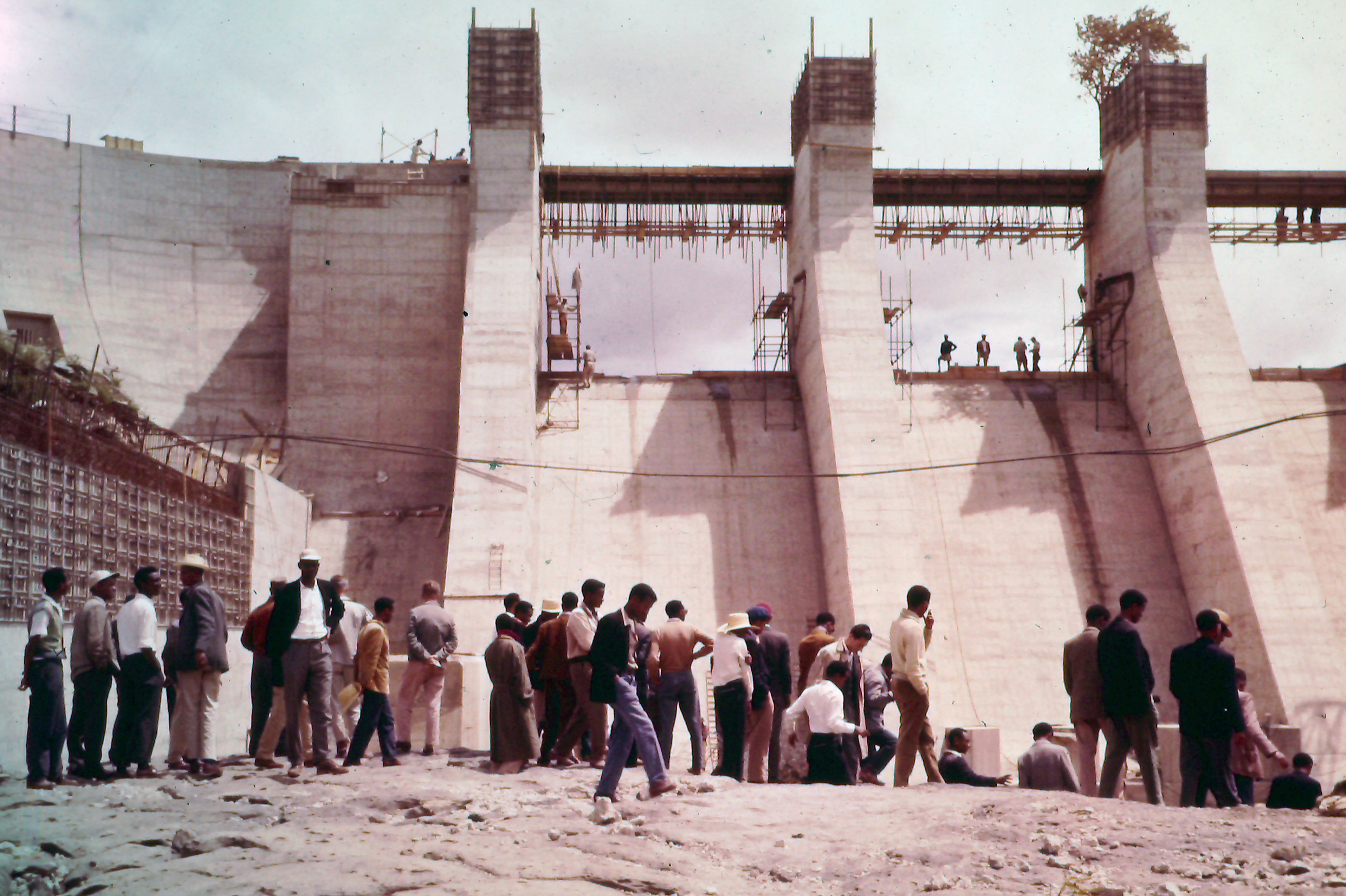
Construcció de la presa de Koka, el 1960

Cal destacar la hidroelèctrica de Gibe III, amb la inauguració al desembre de 2016 de l'embassament de Gilgel Gibe III (1870 MW i 210 km²), que forma part d'un sistema en cascada de preses hidroelèctriques al riu Gilgel Gibe (afluent del Gibe, i aquest de l'Omo). El sistema comença amb l'embassament de Gilgel Gibe I (184 MW), que alimenta per un túnel la central hidroelèctrica de Gilgel Gibe II (420 MW); continua amb l'embassament de Gilgel Gibe III, i acabarà amb les planificades Gibe IV (1472 MW) i Gibe V (560 MW).
Altres pantans més petits són el del llac Chomen (100 MW), el del Koka (180 km², per a controlar les inundacions i la pesca), la central de Melka Wakena (153 MW), al riu Shabele, l'embassament del Tekezé (300 MW i control d'inundacions) i l'embassament de Tendaho, a l'Awash, per a regadiu, sobretot de canya de sucre a la regió d'Àfar.

## Clima

Mapa de climes d'Etiòpia segons la classificació de Köppen

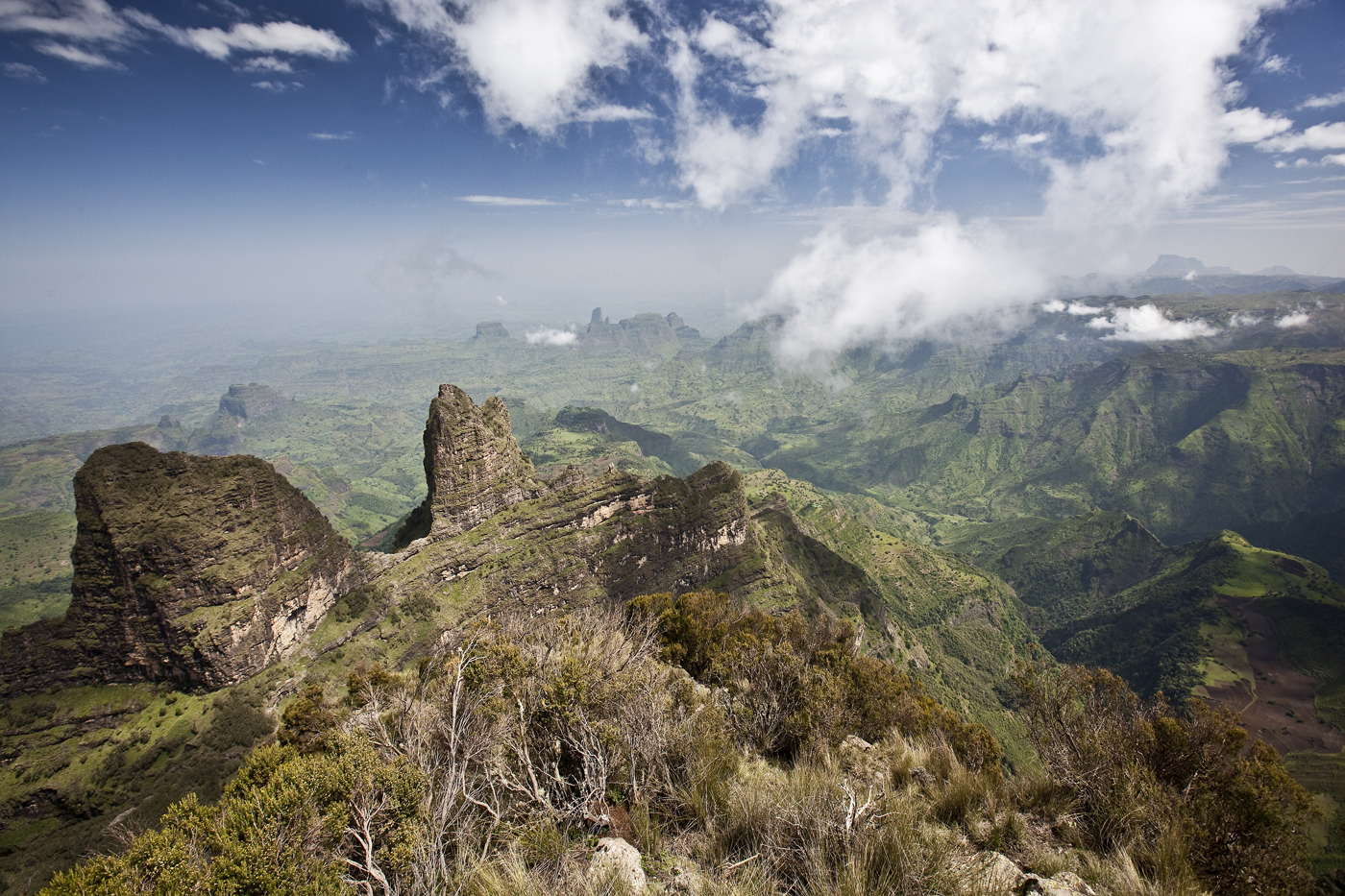
Muntanyes Simien, al nord d'Etiòpia

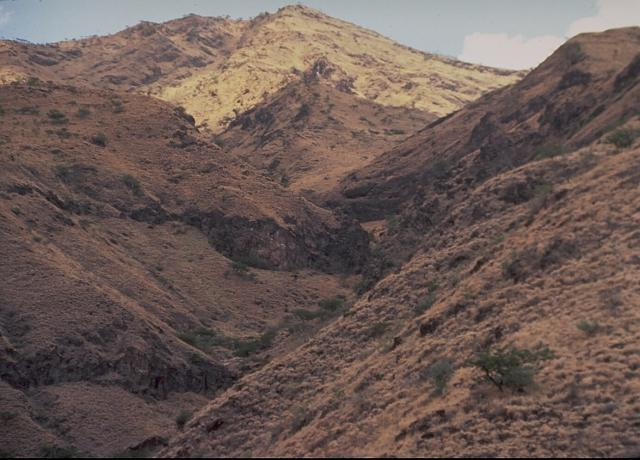
Muntanya Ayelu, a l'extrem sud de la Depressió de Danakil

El clima és temperat en l'altiplà i càlid a les zones baixes. A Addis Abeba, a l'altiplà, amb altures d'entre 2.200 i 2.600 m, la temperatura màxima és de 26°C i la mínima de 4°C, amb una precipitació de 1.257 mm anuals en 87 dies, sobretot entre juny i setembre. En general, el clima d'Etiòpia varia molt segons la zona.
Ogaden i la Depressió de Danakil a la zona d'Àfar, al sud-est d'Etiòpia, tenen un clima càlid, sec i assolellat, desèrtic i semidesèrtic. La conca inferior del Sobat, al nord-est, té un clima pantanós i propici per a la malària. Tret, però, d'aquestes regions orientals, la major part de l'estat, incloses les terres altes d'Oròmia, tenen un clima agradable. Etiòpia es troba enterament en els tròpics, però la proximitat a l'equador queda compensada per l'altitud. A les valls profundes del Tekezé i el Nil Blau, per sota de 1.200 m d'altitud, el clima és tropical i propici per a la malària.
A les terres altes, l'aire és fred, i fresc a l'estiu. Les mitjanes de temperatura oscil·len entre els 15°C i els 25°C. A l'alta muntanya, el clima és alpí. Als altiplans, l'aire és tan diàfan que es distingeixen objectes a gran distància.
Més enllà de l'altitud, n'hi ha tres estacions: l'hivern, d'octubre a febrer, seguit d'un període sec i càlid, fins a mitjan juny, en què comença la temporada de pluges (kiremt), amb màxims al juliol i agost a la conca delTekezé. Les pluges afecten els altiplans i els vessants orientats al sud-oest. Al sud-est, l'àrea desèrtica, té dos períodes curts de pluja, de març a maig, i d'octubre a novembre, tot i que alguns anys no es produeixen.
A l'altiplà etíop, les pluges oscil·len entre els 1.000 i els 2.200 mm, causades per xàfecs i tempestes de vesprada i nit. Són més intenses cap a l'oest. A Gore cauen 2.100 mm i a Jimma 1.500 mm, amb més de 100 mm entre abril i setembre. Més al nord, a Gondar, cauen 1.100 mm. A Bahir Dar, al sud del llac Tana, a 1.800 m d'altitud, cauen 1.400 mm, dels quals 430 mm al juliol. A l'est de l'altiplà, a Harari, en cauen 860 mm.
Els monsons comencen al nord i es dirigeixen cap al sud. En la capçalera del Sobat, la pluja comença abans i acaba després. Les zones àrides envolten l'altiplà, més estretes a l'oest i més amples a l'est i sud-est, des del llac Turkana fins a la frontera amb Somàlia. A Gode, a l'àrea d'Ogaden, cauen 245 mm en 23 dies, entre març i maig, i entre setembre i novembre, amb mitjanes màximes de 37°C abans de les pluges i mínimes de 20°C. A Dire Dawa, més al nord, cauen 670 mm en 50 dies. El Desert de Danakil, al nord-est, és considerat un dels llocs més càlids del món, amb mitjanes de 40°C.
L'estació de pluges és de gran importància a Etiòpia perquè afecta la vall del Nil. Les previsions relacionades amb el canvi climàtic indiquen un augment de les temperatures a l'àrea i pluges cada volta més escasses i imprevisibles, sobretot quan es produeix el fenomen d'El Niño. Oròmia hi és la més afectada.

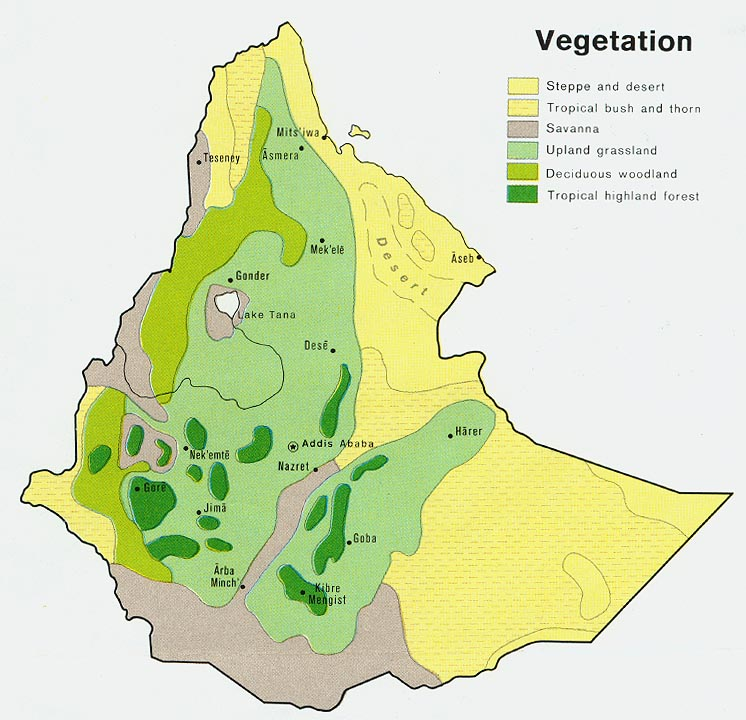
Mapa de vegetació d'Etiòpia; en groc, estepa i desert; en groc amb ratlles, arbustiu; en gris, sabana; en verd clar, prades de terres altes; en verd mitjà, bosc caducifoli, i en verd fosc, bosc tropical de terres altes

## Flora i fauna
En un sol dia de viatge per Etiòpia, es passa de condicions tropicals a condicions alpines, amb gran diversitat de flora i fauna.

### Flora

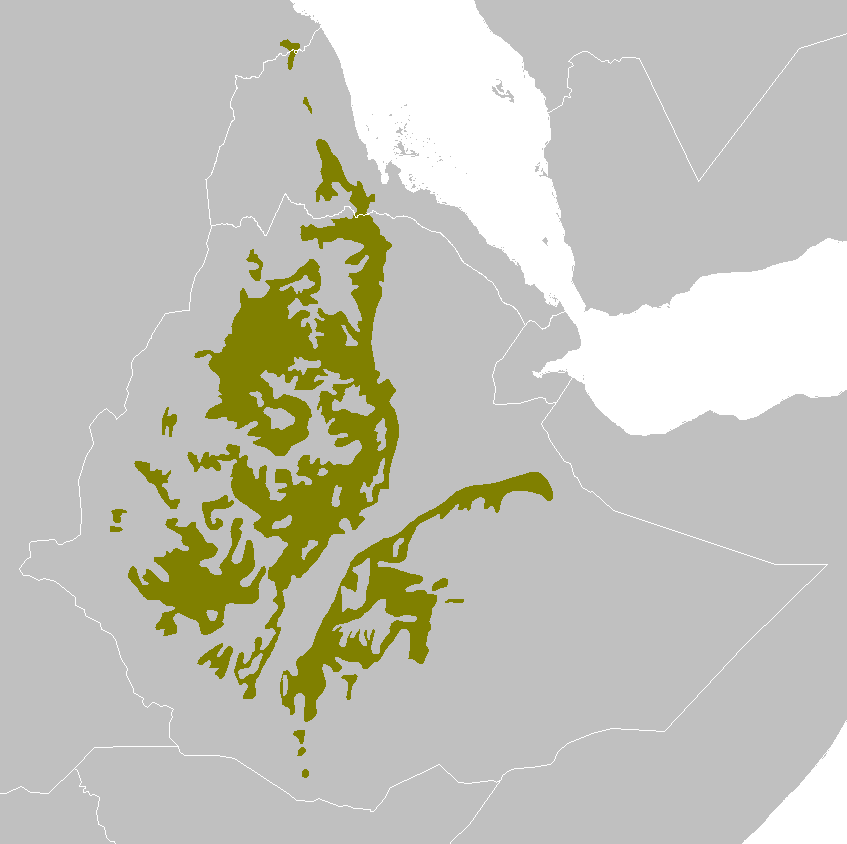
Ecoregió de prada montana i muntanya alta d'Etiòpia

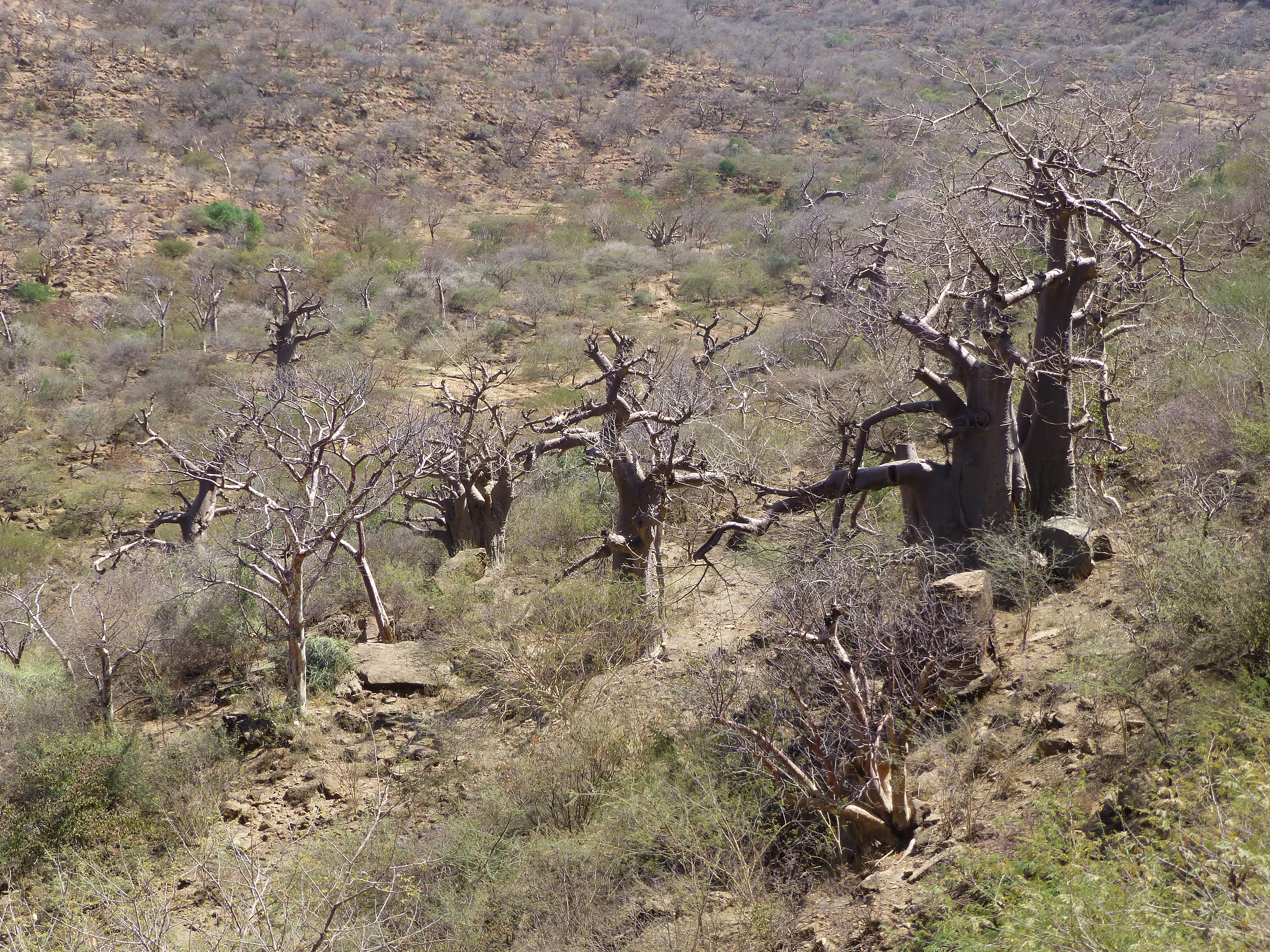
Baobabs a Tigre, nord d'Etiòpia

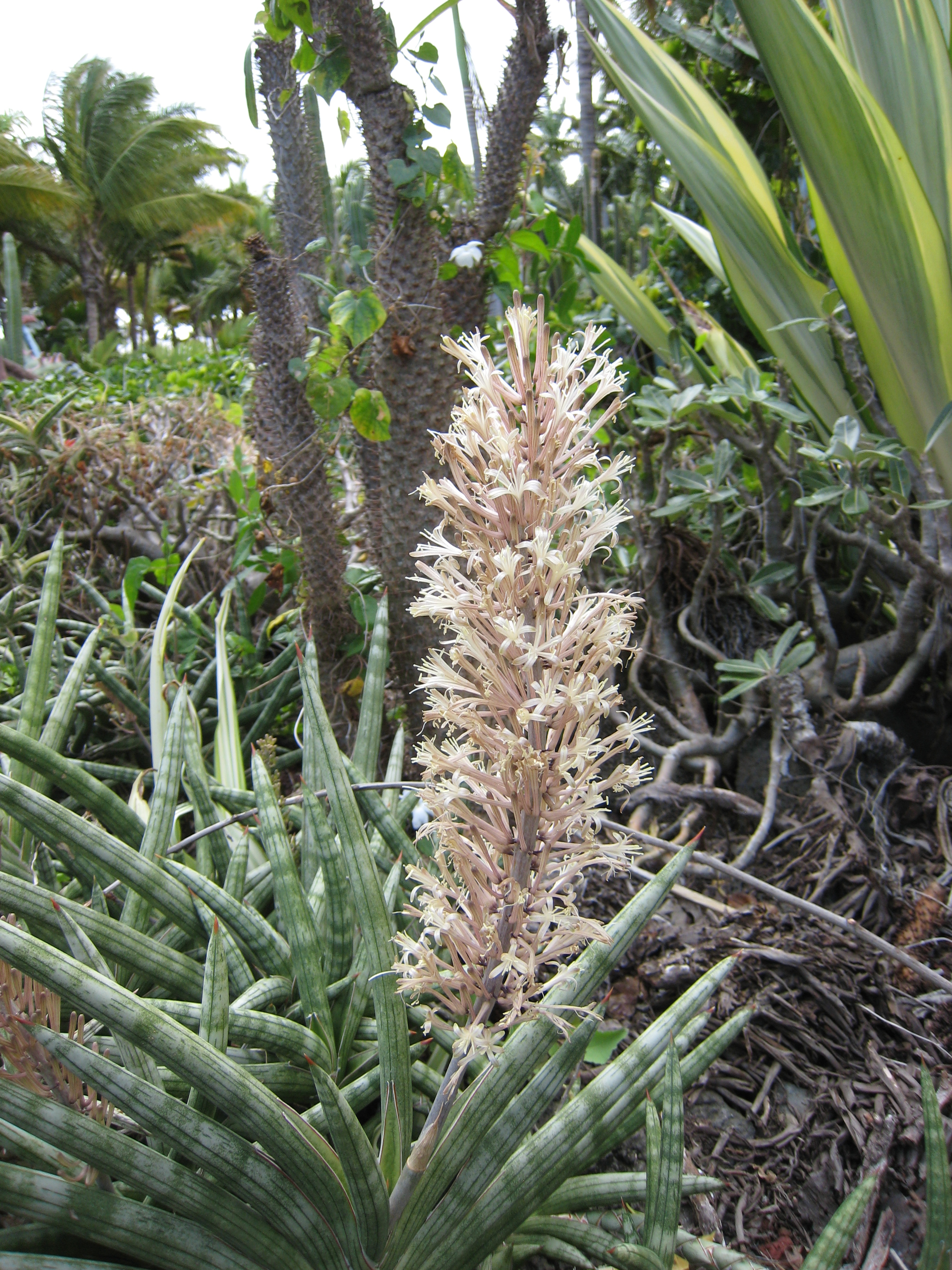
Sanseviera suffruticosa

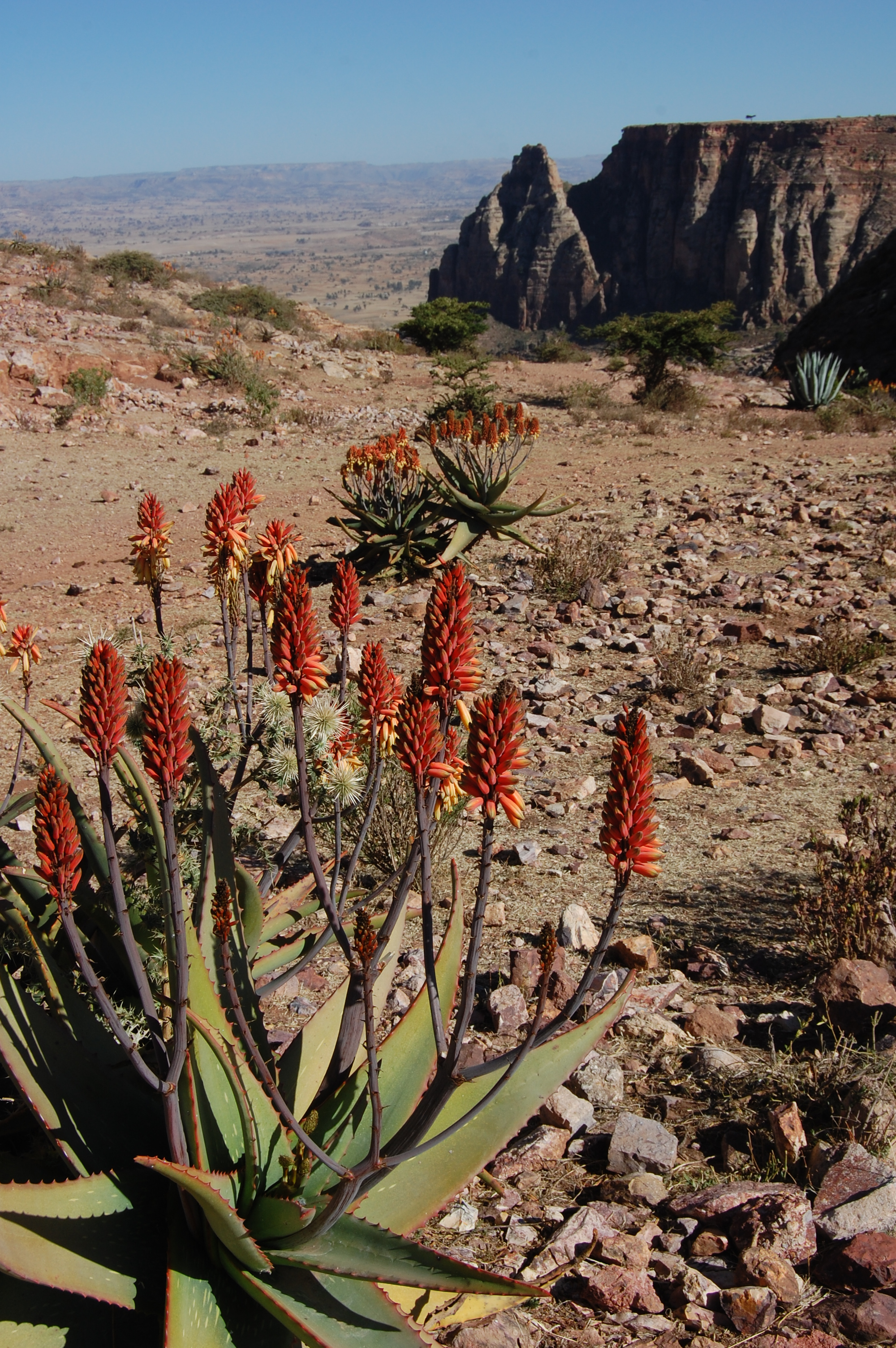
Àloe en una zona desèrtica d'Etiòpia

Al massís etíop, entre els 1.100 m i els 1.800 m d'altitud, a les valls, canyades i barrancs, la vegetació és densa. Ací es troba la selva montana d'Etiòpia, molt diversa, amb pluges de 600 a 1.500 mm entre maig i octubre, amb vents del sud-oest, i la resta de l'any amb boires portades pels vents de la mar Roja. Les temperatures oscil·len entre els 12 i els 24°C. Una part de la gran varietat de plantes i animals està amenaçada per l'acció humana, ja que en aquesta àrea predominen les granges i està poc protegida, tret dels parcs nacionals i del Santuari d'elefants de Babile, amb 7.000 km², al sud d'Harari. Per damunt se'n troba la prada muntanyesa i muntanya alta d'Etiòpia entre els 1.800 m i els 3.000 m d'altitud. L'aspecte general de l'altiplà és d'un camp nu amb arbres i matolls aïllats i fràgils.
Totes dues àrees, la selva montana i les prades i boscos de muntanya, ocupen més de dos-cents mil quilòmetres quadrats d'Etiòpia. Per sobre dels 3.000 m es troba l'erm montà d'Etiòpia, uns 25.000 km², amb dues espècies importants en clar perill d'extinció, l'íbex d'Etiòpia (Capra walie), en gravíssim perill d'extinció, i el niala de muntanya (Tragelaphus buxtoni).
En els boscos humits creixen epífits dels gèneres Canarina, Scadoxus i orquídies, així com falgueres gegants dels gèneres Platycerium i Drynaria. En les zones seques creixen acàcies, arbusts espinosos del tipus Commiphora, algunes espècies que produeixen mirra, espècies suculentes d'Eufòrbia i àloe.
Entre les moltes varietats d'arbres i plantes n'hi ha la palmera datilera, la mimosa, l'ullastre, sicòmors gegants, ginebres i llorers; la mirra i altres arbres aromàtics, retorçats i atrofiats, floreixen més en els turons orientals; el pi, el taronger, la llimera, el magraner, el perer, l'albercoquer, el plàtan i uns altres fruiters; el raïm, l'esbarzer, el gerd, el cotó i ocasionalment la canya de sucre. Al sud hi ha grans boscos d'arbres fusters i el café és originari de l'antic
Regne de Kaffa, del qual li ve el nom, al sud-oest, a prop de l'Omo.
A prop d'Addis Abeba, la capital, envoltada de camps de cereals i plantacions d'eucaliptus, es troba el Bosc nacional de Menagesha Suba, amb 25 km² de ginebres gegants i Afrocarpus gracilior, creat per l'emperador Zara Yaqob en el segle XV. Acaba a 3.365 m en la muntanya Wechecha, un volcà extint. Conté una colònia de còlobs de crinera oriental, antílops jeroglífic i papions anubis.
Hi ha moltes classes de gramínies i flors a les zones altes. N'hi ha grans àrees cobertes d'hagenia, una rosàcia que creix de 2,5 m a 3 m i té abundants flors en panícules, molt estimades, juntament amb les fulles, per les propietats medicinals, que donen lloc a una droga denominada kosso, un antihelmíntic contra la tènia humana. Als altiplans es conreen gran varietat de cereals i verdures. Una planta fibrosa, coneguda com a sansevièria, creix a les regions mig desèrtiques del nord i el nord-est.
Les zones baixes d'Etiòpia estan cobertes de diferents tipus de sabanes. La Sabana d'acàcies del Sahel al nord-oest, que ocupa tot el Sahel fins al Senegal, té entre 200 m i 400 m d'altitud. La Sabana sudanesa oriental, a l'oest, al sud de l'anterior, també seca i amb acàcies. Al sud d'aquesta són els boscs septentrionals d'arbusts i matolls d'Acàcia-Commiphora al sud-oest, amb un major nombre d'espècies per ser més humida. Encara més humida i al sud d'aquesta es troba el mosaic de selva i sabana de la conca del llac Victòria, que s'estén per Uganda i el Congo. A l'est es troba la Sabana arbustiva de Somàlia, a la vall del Rift, molt seca, que s'estén per tota Somàlia i limita al nord amb la prada i matoll xeròfils d'Etiòpia, molt calorosa i seca, que inclou la Depressió de Danakil, amb espècies com la dracena. Fins i tot es troba en una estreta franja a la frontera de Kenya la prada i matoll xeròfils massais.
La regió de Benishangul-Gumaz, a l'oest d'Etiòpia, té encara àmplies zones de vegetació verge. Aquesta zona està coberta per boscos en un 60% a causa de l'aïllament i inaccessibilitat i la baixa densitat de població (10,9 hab./km² contra 57,7 de mitjana a Etiòpia, tot i que a causa del ràpid creixement, el 2030 s'igualarà). El tipus de vegetació es coneix com a Undifferentiated woodlands (terreny boscós indiferenciat de tipus Etíop), una transició entre els altiplans afromontans, a l'est, que alberguen un complex mosaic de diferents tipus de vegetació, i la regió fitogeogràfica sudanesa, a l'oest. Aquest tipus de vegetació es crema anualment i moltes espècies estan adaptades al foc.

## Àrees protegides d'Etiòpia
Segons la IUCN, a Etiòpia hi ha 104 zones protegides, que ocupen 200.074 km², el 17,62% del territori, i d'aquestes 34.834 km² tenen una gestió controlada. En total, hi ha 13 parcs nacionals, 8 reserves naturals, 4 santuaris de la natura, 18 àrees de caça controlades i 58 boscos estatals prioritaris. A més, hi ha 2 reserves de la biosfera de la UNESCO i jaciments patrimoni de la UNESCO.

### Parcs estatals

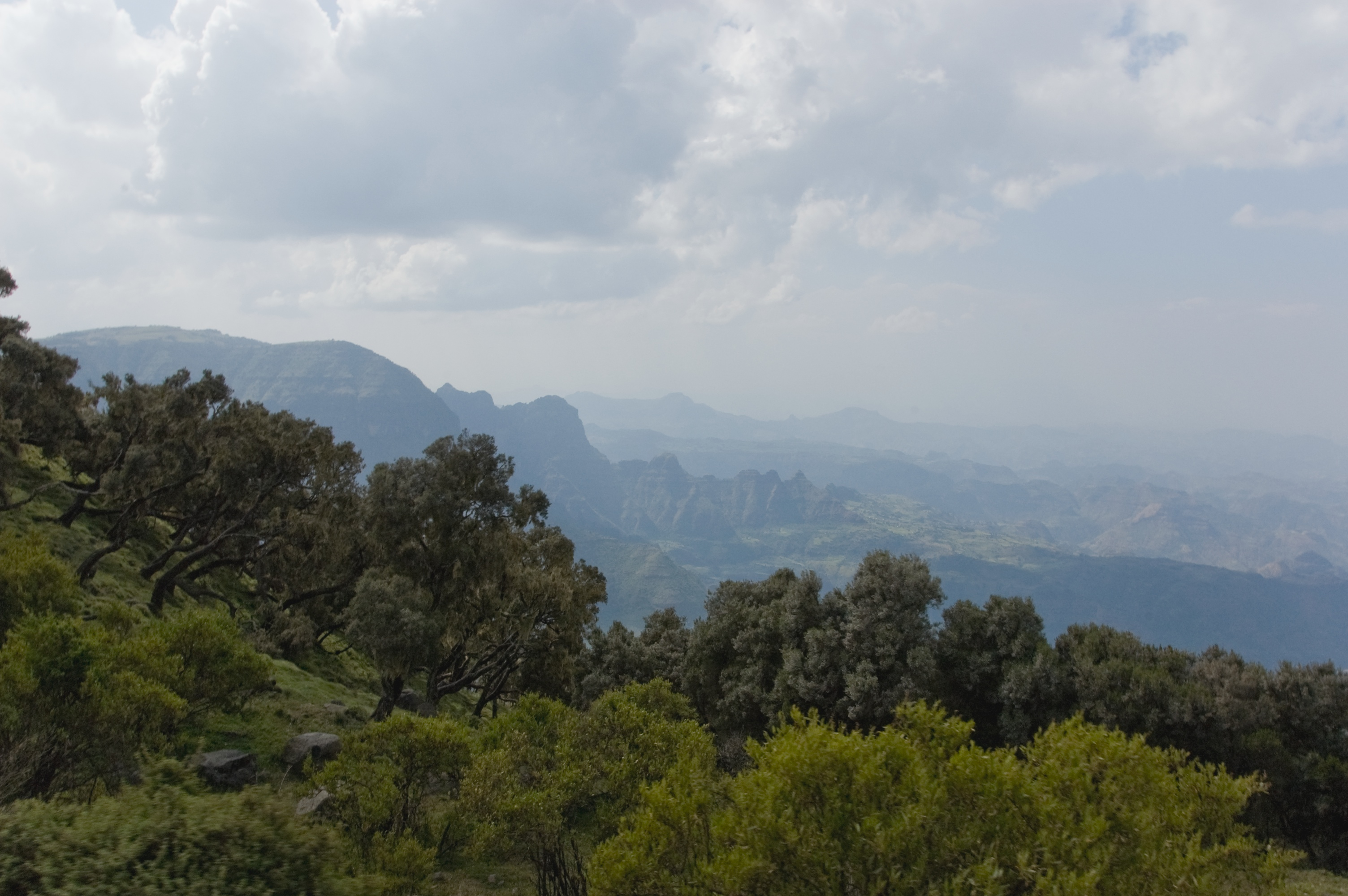
Parc Nacional del Simien

- Parc Nacional d'Abijatta-Shalla, de 887 km², al centre, a la vall del Rift, entre 1.540 i 2.075 m d'altitud, amb els llacs Abijatta i Shalla. Té gran nombre de flamencs.
- Parc Nacional de Gambella, el més gran, amb 5.061 km², pla, a l'oest, en la sabana arbustiva caduca, la sabana sudanesa oriental.
- Parc Nacional de Mag, de 2.270 km², dividit pel riu Mag, afluent de l'Omo, amb prades i boscos de ribera, habitat per molts grups ètnics, com els mursi, i culmina en la muntanya Mag, a 2.528 m.
- Parc Nacional del Simien, de 220 km², amb el cim més alt d'Etiòpia, el Ras Dashan, amb boscos alpins entre 3.000 i 3.800 m, prades, goles i espècies amenaçades com els papions gelada i el caracal.
- Parc Nacional de les muntanyes Beli, de 2.220 km², amb una zona a més de 4.000 m d'altitud, i un bosc amb espècies endèmiques com la mona verda de les muntanyes Beli (Chlorocebus djamdjamensis).
- Parc Nacional de Nechisar, de 514 km², al sud-oest, entre 1.100 i 1.650 m d'altitud, en la falla del Rift, comprén els llacs d'Abaya i Chamo, amb un bosc dominat per grans sicòmors.
- Parc Nacional de l'Omo, de 4.068 km². És el parc més remot, al sud-oest; poblat per diverses ètnies i creat arran del descobriment de fòssils dels homes de Kibish.
- Parc Nacional d'Awash, de 756 km², a la riba esquerra de l'Awash; boscos d'acàcies i prades, amb interessants cascades, òrix, estruços, gaseles i kudus.
- Parc Nacional de Chebera Churchura, de 1.250 km², al sud-oest. Un terç del territori està cobert de boscos, a les valls, i la resta és sabana coberta d'herba elefant, que permet l'existència de grans mamífers.
- Parc Nacional de Kafta Sheraro, de 5.000 km², al nord, a l'oest de Tigre, travessada pel riu Tekezé. Bosc sec de muntanya i la població més septentrional d'elefants (un centenar) d'Àfrica oriental.
- Parc Nacional de Maze, de 210 km², a l'oest, entre 1.000 i 1.200 m d'altitud, santuari de l'Alcelaphus buselaphus swaynei.
- Parc Nacional de Yangudi Rassa, de 4.730 km², a la regió d'Àfar, entre 400 i 1.450 m d'altitud, semidesèrtic, amb prades arbrades, zona de conflicte entre els àfars i el clan somali dels issa, es va crear per a protegir l'ase salvatge africà.

## Ètnies d'Etiòpia

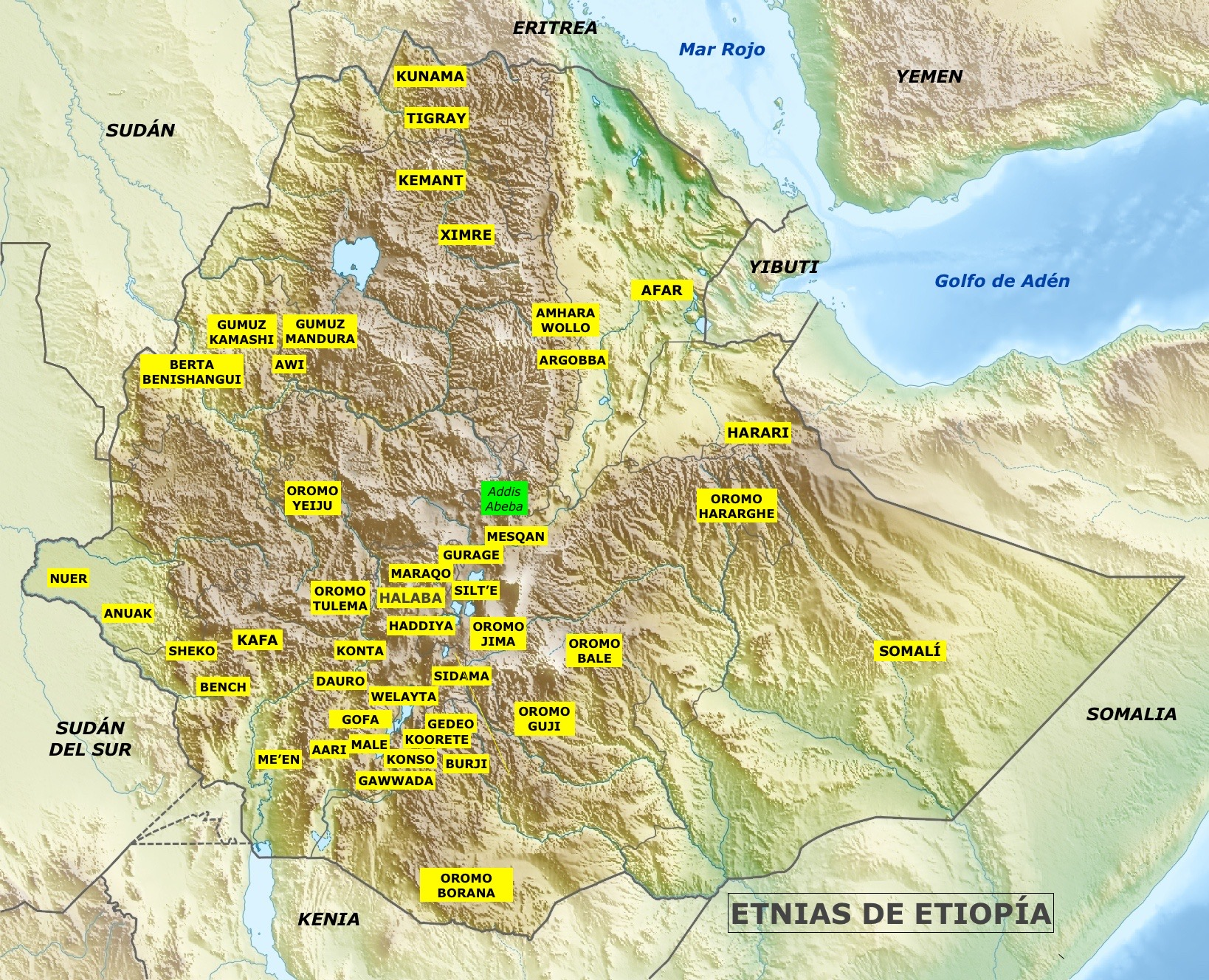
Ètnies d'Etiòpia

La població d'Etiòpia és molt diversa. La majoria parlen llengües semítiques o cuixítiques. Els oromos, amhares, somalis i tigrinyes formen més de les tres quartes parts de la població, però hi ha més de 80 grups ètnics diferents a Etiòpia, dels quals alguns tenen poc més de 10.000 individus. L'anglés és l'idioma estranger més parlat, perquè s'ensenya a les escoles de secundària; d'altra banda, l'amhàric és la llengua de les escoles primàries, però està sent reemplaçat en moltes àrees per llengües autòctones com l'oromo, el somali i el tigrinya.

### Grups ètnics més importants

Mapa de les regions i zones d'Etiòpia

El cens es basa en estudis poblacionals del 2017. Tenint en compte les subdivisions pròpies de cada ètnia, es compten uns 140 grups ètnics diferents que sumen quasi 107 milions d'habitants.

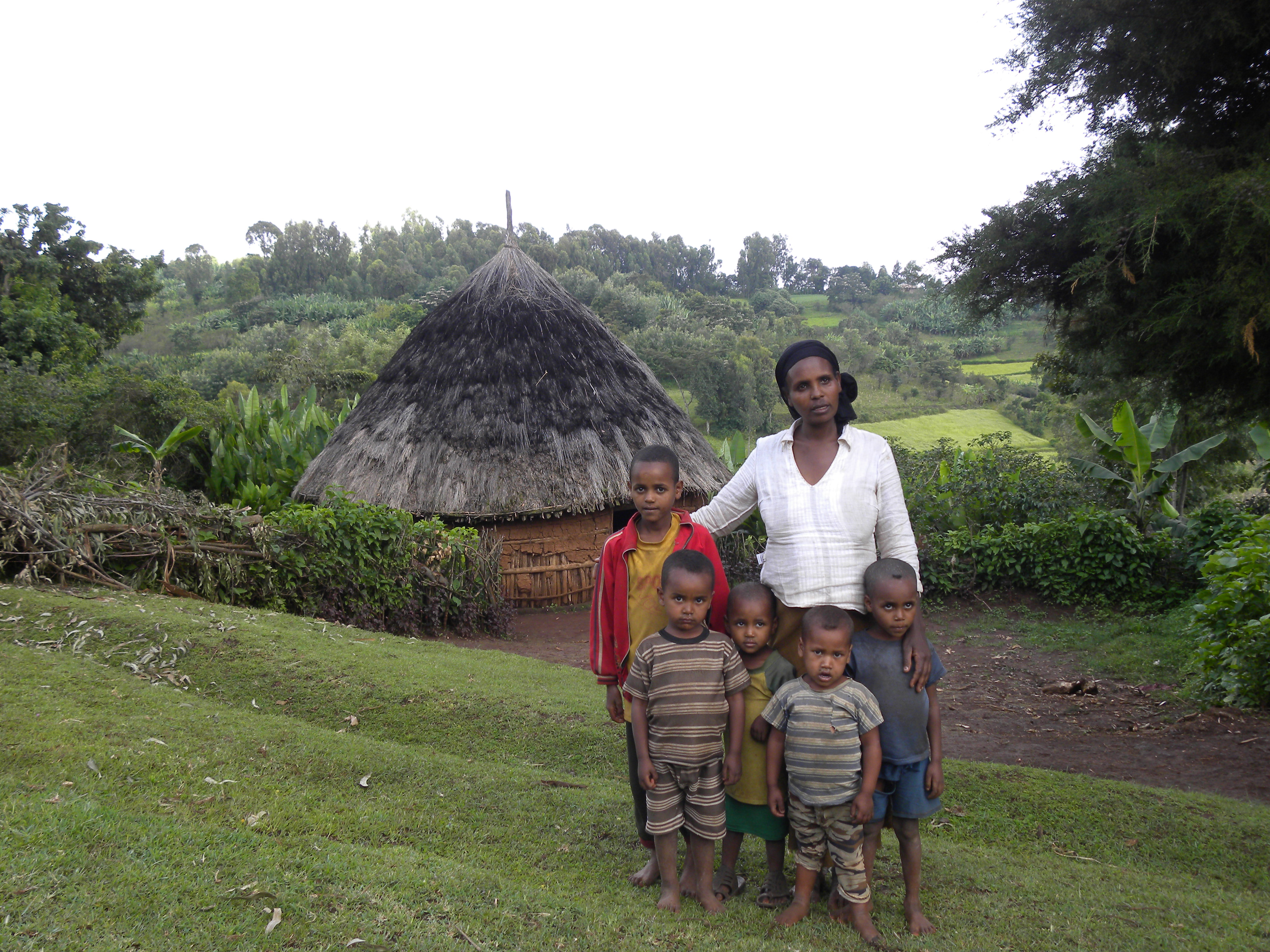
Mare kambata amb els fills enfront del seu tuku, la cabana amb teulada de palla cònica, a la zona Kembata Tembaro, de la Regió de les Nacions, Nacionalitats i Pobles del Sud a Etiòpia

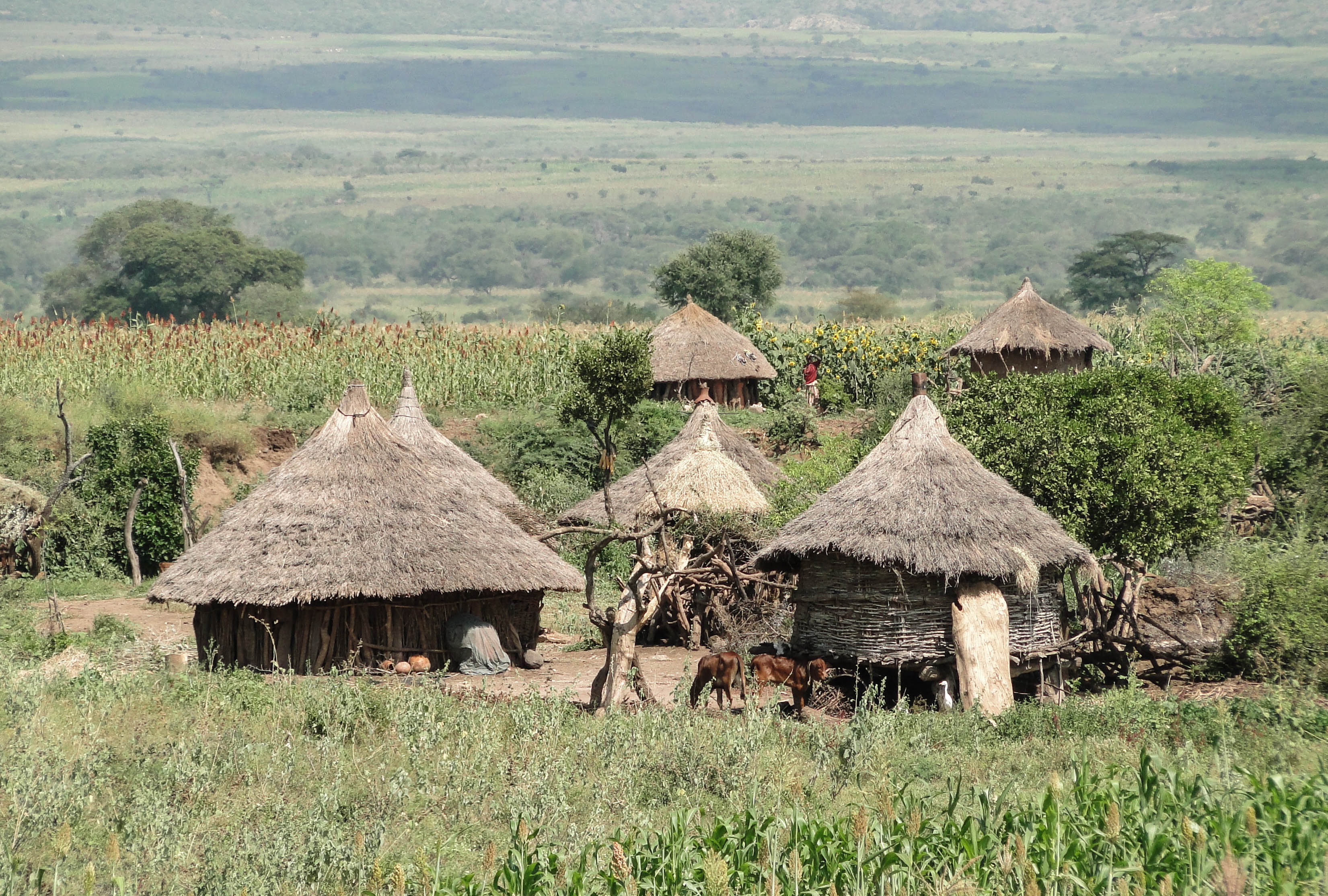
Habitatges del poble konso, a prop de Konso, Etiòpia

- Oromos: 34,6 %, uns 35 milions.[31] N'hi ha uns 11 subgrups (arsi, beli, borana, jima, gujo, kereyu, hararghe, wellega, tulema, wollo i gabra) entre musulmans, ortodoxos, evangelistes i animistes.
- Amhares: 27,1 %, 27,5 milions, cristians, relacionats amb els tigrinya. Viuen al nord, a la Regió Amhara. Es reclamen descendent de Salomó i formen part de l'Església ortodoxa d'Etiòpia. Parlen l'idioma amhàric.
- Somalis: 6,1 %, 6,85 milions a Etiòpia. Musulmans la majoria que viuen en la Banya d'Àfrica, a Somàlia, Etiòpia, Iemen, Djibouti i Kenya. En total hi ha uns 22,5 milions de somalis al món.[32] N'hi ha quatre grans grups dividits en clans. Els majors grups són els somaal i els sab. Es consideren guerrers i s'enfronten sovint entre clans.
- Tigrinya: 6,1 %, 6,6 milions, cristians. Viuen a l'extrem nord, a la frontera amb Eritrea. Relacionats amb els amhares i els tigre d'Etiòpia i Eritrea.[33]
- Sidames: 4 %, 4,5 milions, cristians, centre-sud d'Etiòpia, en una zona fèrtil. Parlen sidam.
- Wolayta: 2,3 %, 2,6 milions, uns 200 clans dividits en 2 tribus principals (malla i dogala). Parlen wolaiya, una llengua omòtica. Viuen al nord d'Etiòpia. Són cristians.[34]
- Hadiya: 1,7 %, 2 milions. Parlen l'idioma hadiya, que és el que tenen en comú tot i pertànyer a diverses ètnies. Viuen a la Regió de les Nacions, Nacionalitats i Pobles del Sud.
- Àfars: 1,7 %, 1,83 milions. Viuen a Djibouti, Eritrea i Etiòpia. En total, són més de 2,5 milions. Estan formats per dos grups, els asaemara (vermells), en l'àrea d'Assayita, i els adaemara (blancs) en les àrees desèrtiques, com la plana d'Àfar i el Desert de Danakil.
- Gurages: 2,5 %, 1,8 milions segons el cens del 2007, dividits en tres subgrups: oriental, occidental i septentrional, amb diferents clans: ennequor (117.000), geta o geto (87.000), gumer (100.000, cristians), indegagn (62.000), inor (210.000), izha (108.000), kistane (169.000), muher (110.000, cristians), chala (145.000), i grups més petits. La majoria són cristians, tot i que n'hi ha un percentatge de musulmans. Els gurage orientals s'independitzaren el 2000 per a formar un altre grup, els silt'e, que són majoria, 1.400.000, i tenen la seua zona, la zona Silte a la Regió de les Nacions, Nacionalitats i Pobles del Sud.
- Silt'e, o gurages orientals, entorn d'1.438.000 separats el 2000 dels gurages, amb la seua zona a la Regió de les Nacions, Nacionalitats i Pobles del Sud. Parlen l'idioma silte i estan dividits en subgrups: azernet, berbere, alichcho, wuriro, melga (o ulbareg) i silt'i (o summusilt'i). La majoria són musulmans.[35]
- Gamo: 1,69 milions,[36] 85% cristians.
- Gedeo, 1,2%, més d'1 milió, relacionats amb els oromos.
- Kafa o kafficho, 1,2%, més d'1 milió, cristians.